# Pietro Rimoldi
Pietro Rimoldi (né le 5 novembre 1911 à Sacconago, une frazione de la ville de Busto Arsizio, dans la province de Varèse, en Lombardie et mort le 14 novembre 2000 à Busto Arsizio) était un coureur cycliste italien des années 1930.

## Biographie
Pietro Rimoldi est professionnel de 1932 à 1942 et remporte notamment au cours de sa carrière la Coppa Bernocchi (1934) et le Tour du Piémont (1939). Il se classe deux années de suite, en 1939 et 1940, 2e du championnat d'Italie sur route.

## Palmarès
- 1932
  - 2e de la Coppa San Geo
  - 8e du Tour de Lombardie

- 1933
  - 3e de Milan-San Remo
  - 3e du Tour de Lombardie

- 1934
  - Circuito Emiliano
  - Coppa Bernocchi
  - 3e du Tour de Vénétie
  - 4e du Tour de Lombardie

- 1935
  - 10e du Tour de Lombardie

- 1936
  - Gênes-Nice
  - Coppa Città di Busto Arsizio
  - 2e de la Coppa Bernocchi
  - 3e du Tour d'Émilie

- 1937
  - Coppa Città di Busto Arsizio
  - 3e de la Coppa Bernocchi
  - 5e du Tour de Lombardie

- 1938
  - Tour du Piémont
  - 3e de Milan-Mantoue
  - 4e du Tour de Lombardie

- 1939
  - 2e de championnat d'Italie sur route
  - 3e du Tour du Latium
  - 3e du Tour de Campanie

- 1940
  - 2e de championnat d'Italie sur route
  - 2e de Milan-San Remo
  - 2e du Tour de Campanie
  - 3e du Tour d'Émilie
  - 3e de Milan-Mantoue

- 1941
  - 3e de Milan-Turin

## Résultats dans les grands tours

### Tour d'Italie
7 participations
- 1933 : 35e
- 1934 : abandon
- 1936 : 38e
- 1937 : 30e
- 1938 : 34e
- 1939 : 47e
- 1940 : 43e

### Tour de France
1 participation
- 1935 : abandon (15e étape)